# Tondai
Tondai is een dialect van de Bununtaal Bunun, gesproken in Taiwan (Azië) door de Bunun.

## Classificatie
- Austronesische talen
  - Bununtalen
    - Bunun
      - Tondai

Centraal-Bunun · Noord-Bunun · Randai · Shibukun · Takopulaans · Tondai · Zuid-Bunun